# 遠足 (テレビドラマ)
『遠足』（えんそく）は、NHK教育テレビジョン（現在のNHK Eテレ）で放送された単発テレビドラマである。ABUアジア子どもドラマシリーズの一作として2011年8月1日に放送された。また、2020年11月23日および12月19日にEテレで放送された『こころのおはなし〜ABUアジア子どもドラマシリーズ名作選』で再放送された。
子役時代の永野芽郁が出演したことでも知られる。

## キャスト
- えつ子 - 川嶋紗南
- ミズキ - 永野芽郁
- えつ子の母 - 西田尚美
- 大藤千奈
- 石田優希
- 松岡天星
- 井上絢斗
- 島田岳
- えつ子の担任の先生 - 小嶋尚樹
- ミズキの母 - 洞口依子・他

## スタッフ
- 脚本：宮下和雅子
- 音楽：近藤研二
- 演出：中野亮平